# أنتوني سكوت بورنس
أنتوني سكوت بورنس هو مخرج كندي، ولد في 9 مايو 1977 في كيتشنر في كندا.

## وصلات خارجية
- أنتوني سكوت بورنس على موقع IMDb (الإنجليزية)
- أنتوني سكوت بورنس على موقع ألو سيني (الفرنسية)
- أنتوني سكوت بورنس على موقع ميوزك برينز (الإنجليزية)
- أنتوني سكوت بورنس على موقع ميوزك برينز (الإنجليزية)
- أنتوني سكوت بورنس على موقع أول موفي (الإنجليزية)
- أنتوني سكوت بورنس على موقع ديسكوغز (الإنجليزية)
- أنتوني سكوت بورنس على موقع ديسكوغز (الإنجليزية)
- أنتوني سكوت بورنس على موقع قاعدة بيانات الفيلم (الإنجليزية)
- أنتوني سكوت بورنس على موقع كينوبويسك (الروسية)